# Frederico I da Suábia
Frederico I da Suábia também conhecido como Frederico I de Hohenstaufen (1050 - 21 de Julho de 1105) foi duque da Suábia desde 1079. Pertencia a Dinastia dos Staufen.

## Início de uma Dinastia

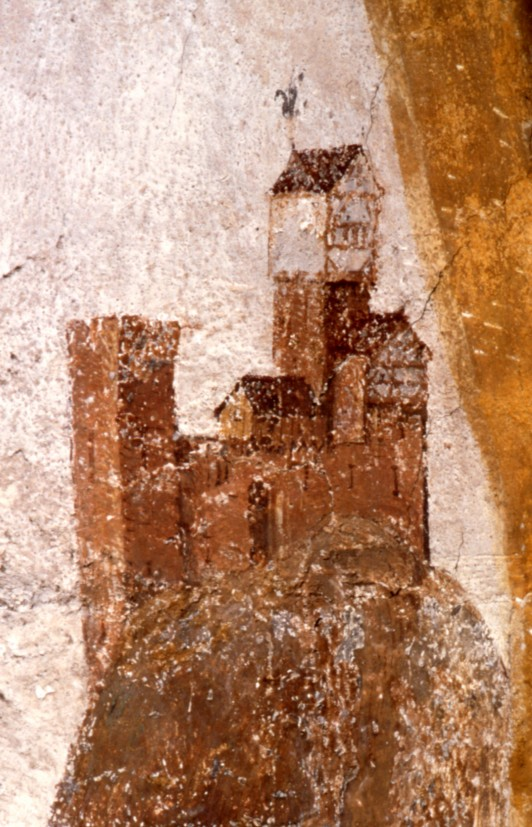
Fresco que representa o castelo de Hohenstaufen.

Provavelmente antes de ser duque, Frederico foi conde e durante os anos à frente do condado Frederico deu início à ampliação do seu puder. Mandou construir na montanha de Hohenstaufen um  castelo com o destino de ser a sede e o centro da sua dinastia. 
Assim o Castelo que foi denominado de Castelo de Hohenstaufen foi a sede desta dinastia e também da de Staufen. Deu igualmente início à transformação de um castelo em  Lorch num mosteiro beneditino, que foi o mosteiro privado da sua Dinastia.
Ainda nessa altura o território dos Staufen era ainda pequeno, pois na altura apenas controlava o chamado Stauferland, junto à montanha Hohenstaufen e os territórios de Hildegarda na Alsácia, de Schlettstadt com o Castelo de Hochkönigsburg e poucos mais territórios próximos de Heganau.

## Duque de Suábia
Durante a rebelião dos nobres liderados por Rodolfo de Rheinfelden, conde de Rheinfelden, contra o Imperador do Sacro Império Romano Germânico Henrique IV, em 1077, os Staufen permaneceram leais à casa real.
No começo de 1079 um filho de Rodolfo de Rheinfeld, Bertoldo de Rheinfelden, foi eleito pela oposição da nobreza como duque da Suábia, no entanto Henrique, pouco depois da Semana Santa desse mesmo ano, nomeou Frederico como duque, e prometeu a Frederico sua filha Inês da Alemanha em casamento, tendo na altura a menina apenas 7 anos. 
O casamento foi celebrado em 1086 ou 1087. Nos anos seguintes nenhum dos duques domina por completo os seus ducados. Acontece então que em 1097 o Imperador Henrique assinou a paz com Bertoldo de Zähringen, sucessor de Bertoldo de Rheinfelden, continuava assim a divisão do ducado por dois duques, facto que só ficou resolvido a quando da morte de Frederico.

## Morte e legado
Frederico continuo a expansão dos seus territórios até à data da sua morte. Em Pfalz proclamou-se alcaide (Vogt) do mosteiro de Weißenburg e do convento Espira. Ao sul chegou a ter o controlo sobre Ulm e sobre alguns partes da outra margem do Danúbio.

## Relações familiares
Foi filho de Frederico de Buren (1020 - 1094) que pertencia à dinastia dos Staufen e de Hildegarda de Schlettstadt (1028 - 1095), que era da Dinastia da Alsácia.
Casou com Inês de Alemanha (Klosterneuburg, Niederösterreich, Áustria, 1072 - Áustria, 24 de Setembro de 1143)  filha de Henrique IV, Sacro Imperador Romano-Germânico (11 de Novembro de 1050 - 7 de Agosto de 1106) e de Berta de Sabóia (21 de Setembro de 1051 - 27 de Dezembro de 1087), de quem teve:
1. Frederico II da Suábia (Castelo de Stauffen , Suábia, Alemanha, 1090 - 6 de Abril de 1147)
2. Conrado III da Germânia, imperador da Alemanha (Castelo de Stauffen, Suábia, Alemanha (1093 - 1152)
3. Gertrudes de Hohenstaufen (1127 -?) casada com Hermann III de Stahleck conde palatino do Reno de 1145 a 1155.
4. Riquilda de Hohenstaufen (1100 - ?) casada com Hugo I de Roucy (1090 - 1160).